# زامل (فن شعبي)
الزَامِل (وجمعه: زَوامِل) هو ضرب من الأناشيد الحربية والاجتماعية الرجالية في اليمن، ويشتمل على عدة ألحان، لها أوزان شعرية خاصة متعددة، وليس كل ما ينشده الرجال في الحروب والمناسبات زاملاً، بل ما كان ذا ألحانٍ مطولةٍ تصلح للسير البطيء فهو زامل، وما عدا ذلك يقال له رَزْفَة أو مهيدا، وفي المقابلات يسمى حال أو بَالَة ونحو ذلك. وعادة ما توصف الزوامل والرقصات المصاحبة لها بأنها رقصة الحرب في اليمن. ومن الأمثال اليمانية "ذي ما يِزْمِلْ يِصُفّ".

## أصل التسمية
قال الزمخشري "ولهم زَمَلٌ وهو الرَّجَز، وتزاملوا: تراجزوا".

## سياسياً
عاد الاهتمام بالزوامل في اليمن بعد الحرب الأهلي في 2015، ولاسيما جماعة أنصار الله (الحوثيين) الذي يستعملون فن الزامل كوسيلة دعائية.

## قائمة المراجع
1. ↑  الإرياني، مطهر بن علي (2012). المعجم اليمني في اللغة والتراث. دمشق: مؤسسة الميثاق. ج. 1. ص. 521.
2. ↑  الحارثي، صالح بن أحمد بن ناصر (2004). الزامل في الحرب والمناسبات. وزارة الثقافة والسياحة.
3. ↑  ""الزامل"، ورقصة الحرب في اليمن | عبده منصور المحمودي". السفير العربي. 31 يناير 2024. مؤرشف من الأصل في 2024-05-19. اطلع عليه بتاريخ 2024-05-19.
4. ↑  الأكوع، إسماعيل (2004). الأمثال اليمانية. صنعاء: وزارة الثقافة والسياحة. ص. 510.
5. ↑  الزمخشري، أبو القاسم محمود بن عمرو بن أحمد (1998). أساس البلاغة. بيروت: دار الكتب العلمية. ج. 1. ص. 422. مؤرشف من الأصل في 2023-09-24.
6. ↑  "السياسة والغناء في اليمن | خيُوط". www.khuyut.com. مؤرشف من الأصل في 2024-05-19. اطلع عليه بتاريخ 2024-05-19.